# Villa Bonn (Feldafing)

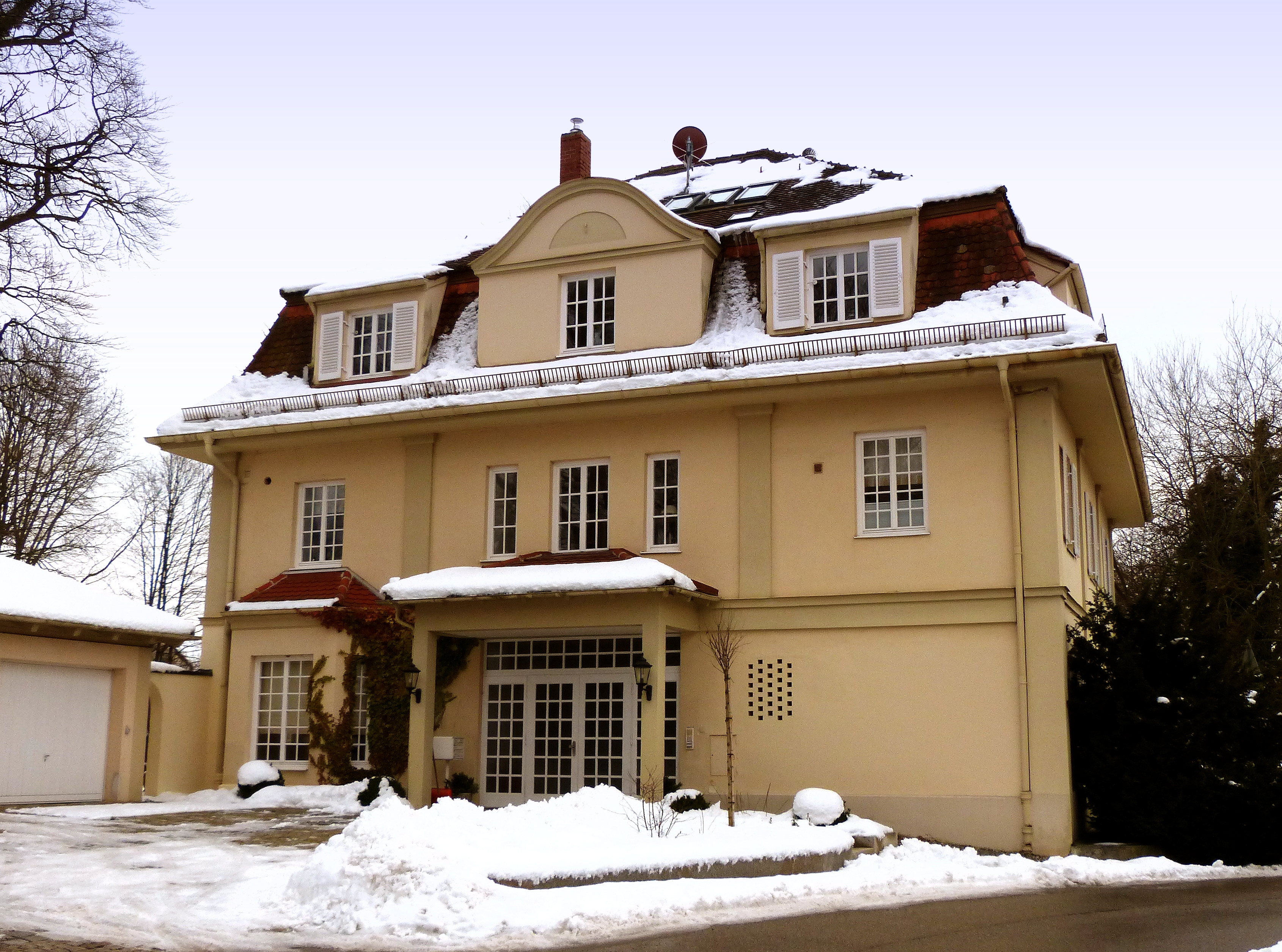
Villa Bonn in Feldafing

Die Villa Bonn am Dr.-Appelhans-Weg 2 in Feldafing, einer Gemeinde im oberbayerischen Landkreis Starnberg, wurde 1914 errichtet. Sie ist ein geschütztes Baudenkmal. Der zweigeschossige Mansarddachbau im Reformstil besitzt Dachgauben und eine Putzbänderung.
Im Herbst 1940 nötigte der Münchner NS-Funktionär Christian Weber die Eigentümerin, die bettlägerige deutsch-jüdische Schriftstellerin Emma Bonn, ihre herrschaftliche, in einem Park gelegene Feldafinger Villa an die von ihm geführte Reichsorganisation Das Braune Band von Deutschland zu verkaufen. Obwohl ihr der Verbleib in Deutschland zugesagt wurde, verschleppte man die gebrechliche Frau am 3. Juni 1942 in das Ghetto Theresienstadt, wo sie zwei Wochen später am 24. Juni 1942 starb. Weber benutzte die Villa Bonn als Wochenenddomizil. Nach der Kriegszerstörung seiner Wohnung in der Münchner Residenz wurde die Villa Bonn ab 2. Mai 1944 sein Hauptwohnsitz.
Der Schriftstellerin Emma Bonn ist der bislang einzige Stolperstein in Feldafing gewidmet.